# 人與琴的對話
《人與琴的對話》是台灣的一個電視音樂節目，主持人張昕羚但無主持人串場， 用歌曲串連， 宛如一場長高水準的演唱會，東風衛視、中視聯合製作，邀請歌手到節目中演唱歌曲，中視於2018年6月23日首播，而東風衛視於6月24日播出。

## 播出時間

### 首播
| 頻道     | 所在地 | 播映日期                     | 播出時間         |
| -------- | ------ | ---------------------------- | ---------------- |
| 中視     | 臺灣   | 2018年6月23日－2018年8月25日 | 週六16:00-17:00  |
| 東風衛視 | 臺灣   | 2018年6月24日－2018年8月26日 | 週日 22:00-23:00 |

## 節目內容
- 第一集：彭佳慧
- 第二集：潘越雲
- 第三集：林育群
- 第四集：朱俐靜

## 相關新聞
- 今日娛樂爆／等不到節目播出　狂粉這樣做讓女星傻眼 （页面存档备份，存于）
- 中視《人與琴的對話》小胖林育群奇蹟美聲 驚呆工作人員